# Насу Маїко
Насу Маіко (яп. 那須 麻衣子; нар. 31 липня 1984) — японська футболістка. Грала за збірну Японії.

## Кар'єра в збірній
Дебютувала у збірній Японії 1 серпня 2009 року в поєдинку проти Франції. З 2009 по 2011 рік зіграла 3 матчі в національній збірній.

## Статистика виступів
| Збірна Японії | Збірна Японії | Збірна Японії |
| Рік           | Матчі         | Голи          |
| ------------- | ------------- | ------------- |
| 2009          | 2             | 0             |
| 2010          | 0             | 0             |
| 2011          | 1             | 0             |
| Загалом       | 3             | 0             |